# 锌化合物
锌化合物是元素周期表中12族元素锌形成的化合物。锌在化合物中的特征化合价为+2价，其离子在溶液中通常是无色的。

## 无机化合物

### 氧族元素化合物
氧化锌（ZnO）在常温下是白色固体，高温下失去部分氧而变黄。氧化锌是两性氧化物，可溶于酸形成Zn2+；溶于碱形成[Zn(OH)4]2-。
ZnO  +  2 HCl   →   ZnCl2  +  H2O
ZnO  +  2 NaOH  +  H2O   →   Na2[Zn(OH)4]
硫化锌（ZnS）可由单质化合或高温下由硫化氢和氧化锌反应得到。它主要以闪锌矿和纤锌矿两种结构存在。硒化锌（ZnSe）是黄色晶体，它和硫化锌一样，是一种半导体材料，可由单质化合得到，或加热硒、氧化锌和硫化锌的混合物制备。碲化锌（ZnTe）是红褐色晶体，掺杂后可用于光电子学研究。
硫酸锌（ZnSO4）是白色固体，高温下分解，产生ZnO烟尘并放出SO2。它可由含锌物质和硫酸反应得到：
Zn + H2SO4 → ZnSO4 + H2↑
ZnO + H2SO4 → ZnSO4 + H2O

### 含卤化合物

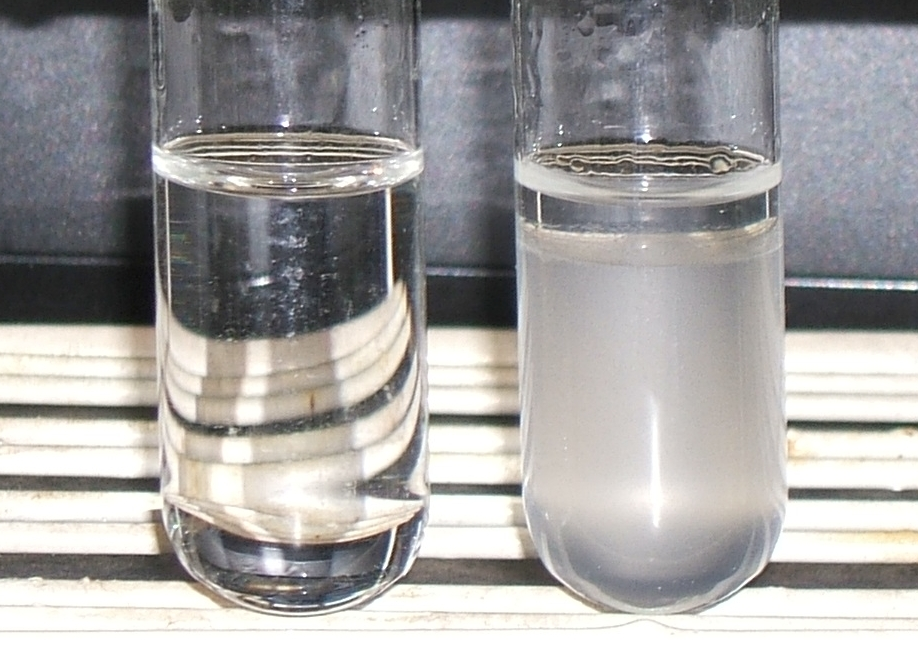
卢卡斯试剂与乙醇（左）和叔丁醇（右）的现象

锌的四种卤化物均可通过氧化锌和相应的卤化氢反应制得。氟化锌（ZnF2）是白色固体，存在无水物和四水合物，在水中的溶解度较小。它在热水中发生水解，生成Zn(OH)F。氯化锌（ZnCl2）是白色固体，极易潮解。它作为路易斯酸，可以催化一些有机反应。氯化锌溶于浓盐酸配制成的溶液被称作卢卡斯试剂，可用于鉴别小分子醇。
高氯酸锌最常见的物种是其六水合物（Zn(ClO4)2·6H2O），由于高氯酸根的非配位性，高氯酸锌常用于锌配合物制备的研究中。此外，高氯酸锌作为催化剂催化有机反应也有报道。

## 配合物

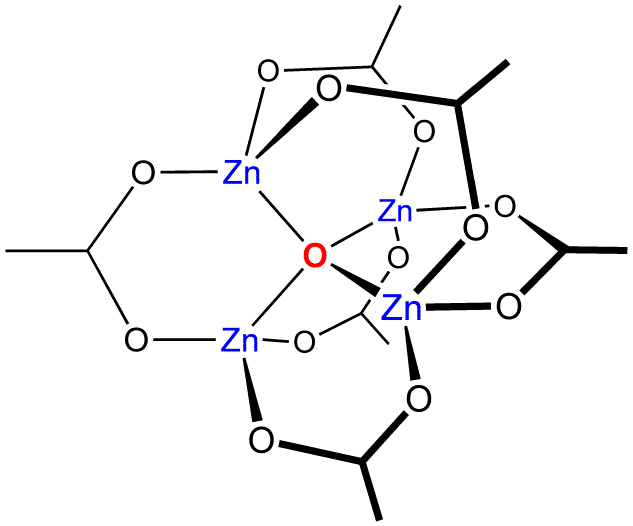
碱式乙酸锌[Zn_{4}(μ^{4}-O)(η^{2}-O_{2}CCH_{3})_{6}]的结构

锌配合物最常见的几何构型是四面体构型，这和其配合物符合八电子规则有关。尽管如此，八面体结构的配合物在过渡金属中是很常见的。根据Ahrland等人的分类，Zn2+属于A类受体，相比于第三周期的硫和磷来说，它能和第二周期的氧和氮元素的化合物形成更稳定的配合物。在HSAB理论中，由於Zn2+電荷密度高，它被歸納為硬酸。
在水溶液中，[Zn(H2O)6]2+是锌离子的主要物种。锌离子具有弱酸性，这可归因于[Zn(H2O)6]2+（pKa≈9）的水解作用：
[Zn(H2O)6]2+ ⇌ [Zn(H2O)5(OH)]+ + H+
锌可以和卤素或拟卤素形成配阴离子[ZnX3]−和[ZnX4]2−（X＝Cl，Br，I，CN和SCN）。硫氰酸根配合物表明了锌的A类受体性质，形成的是N-键合配合物[Zn(NCS)4]2−，而同族的镉形成S-键合配合物[Cd(SCN)4]2−。
锌的二配位化合物出现在锌的胺盐中，如Zn(NR1R2)2（R1=CMe3, R2=SiMe3），由于配体位阻大，没有足够的空间容纳更多的相同配体。

## 有机锌化合物

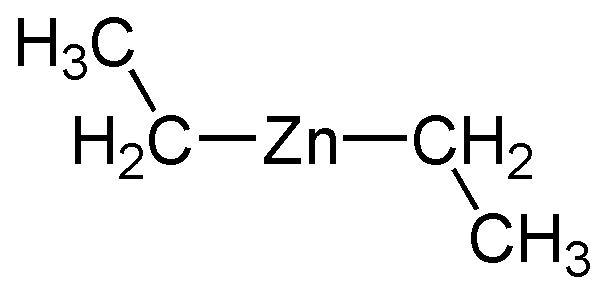
二乙基锌结构。

含有Zn-C键的化合物是有机锌化合物。二乙基锌（(C
2H
5)
2Zn）最初于1848年被报道，它可由锌和碘乙烷反应得到，也是第一个已知的含金属-碳键的σ键化合物。
一价锌的有机化合物含有金属-金属键，[Zn2(η5–C5Me5)2]便是其中一例，该化合物于11°C分解。

## 锌指
锌指（英语：Zinc finger），又稱鋅手指。是在很多蛋白中存在的一类具有指状结构的结构模体，这些具有锌指结构的蛋白大多都是与基因表达的调控有关的功能蛋白。